# تونی آن
تونی آن (کره‌ای: 토니안؛ زادهٔ آن سونگ هو در ۷ ژوئن ۱۹۷۸) خواننده اهل کره جنوبی است که بیشتر به عنوان عضو گروه پسرانه اچ.او.تی. شناخته می‌شود.
پس از منحل شدن اچ.او.تی. در سال ۲۰۰۱، اعضای سابق گروه تونی آن، جانگ وو هیوک و لی جه وون گروه سه نفره موسیقی رقص جی‌تی‌ال را تشکیل دادند. در نهایت این گروه به صورت غیررسمی منحل شد چون هر یک از اعضا کارهای انفرادی خود را منتشر کردند.